# Nagy Aladár
Felsőgyőri Nagy Aladár (Horpács (Nógrád megye), 1856. augusztus 3. – 1890. január 24.) orvosdoktor, katonai főorvos.

## Élete
Felsőgyőri Nagy Iván történetíró és csatószegi Csató Mária fia. A gimnáziumot a pesti piaristáknál, az orvosi tanfolyamot az egyetemen 1879 júliusában elvégezte. Még mint szigorló azon év november 1-jétől a kolozsvári egyetemhez bonctani tanársegédnek nevezték ki és ugyanott tette le az orvosi szigorlatokat és 1882. május 20-án egyetemes orvosdoktorrá avatták. Ekkor Tétre (Győr megye) ment körorvosnak, mely állásra még távollétében (1882. július 1-től) megválasztották. Két évet töltvén Téten, a katonai orvosi pályára szánta magát, és pár hónapra kórházi gyakorlatra Bécsbe ment. 1884. január 25-én a közös hadügyminiszter a bécsi 1. sz. Garnison-kórházhoz főorvosnak nevezte ki. Bécsből 1885. május 1-jén áthelyezték Horvátországba Kosztajnicába a 96. sz. Ramberg-féle gyalogezredhez. Ez időtől fogva Kosztajnica, Petrinya, Károlyváros és Zágráb voltak tartózkodási helyei; azonban megbetegedett és felgyógyulása nem következvén be, 1887. január 29-én két évre nyugdíjazták. Ekkor hazatért, de nyugtalan lelke sokáig foglalkozás nélkül nem maradhatott; 1889. március 1-jén Dunabogdányban (Pest megye) körorvosi állomást vállalt el, különösen annak erdős, regényes fekvése miatt, élvezetes tért remélve kedvenc tudományának, a botanikának művelésére is, miután mintegy 2000 darabból álló általa Magyarországon és Erdélyben gyűjtött növénygyűjteménynyel is bírt; ezenkívül gyűjtött érem- és régészeti tárgyakat. A nyelvek tanulására igen fogékony volt; így elsajátította a latinon kívül a német, francia és horvát nyelvet; olaszul, angolul és hollandul pedig olvasott és értett. 1889. május 18-án a királyi hadügyminisztérium szolgálaton kívül főorvosi rangjában is megerősítette. Azonban egy betege látogatása alkalmával megbetegedett és agyhártyagyulladásban (meningitis) 1890. január 28-án meghalt. Horpácson helyezték örök nyugalomra 1890. január 29-én.
Cikkei a Fővárosi Lapokban (1876. Az állatok társas életéről); a Századokban (1876. A pristaldusok).

## Munkája
- A drágaköveknek mint ékszereknek valódiságuk ismertetése, becse és árszabása a közéletben és kereskedelmi szempontból való használatára. Budapest, 1875.

Fordított sokat németből, franciából, többek közt Schiller és Verne után, lefordította Haeckel Ernő: Natürliche Schöpfungsgeschichte c. művét, azonban kiadót nem kapván, elégette.